# تهمینه (بازیگر)
تهمینه اطمینان مقدم  (۱۳۱۴ در مشهد – ۲۵ آذر ۱۳۹۹)، بازیگر سینما و تئاتر قدیم اهل ایران و همسر  ایرج قادری بازیگر و کارگردان سینما بود.

## زندگی هنری
او در سال ۱۳۱۴ در شهر مشهد متولد شد. وی بازی در سینما را از ۱۳۳۲ آغاز کرد و تا اواسط دهه ۱۳۴۰ با نام خود در شناسنامه و هنری تهمینه در بیش از ۲۰ فیلم ازجمله زندگی شیرین است، طلسم شکسته، دوقلوها، ماجرای جنگل، گلی در شوره‌زار، ساحل انتظار، وحشت بن‌بست و داغ ننگ ظاهر شد. اطمینان‌مقدم در ۱۳۴۴ در اوج موفقیت از سینما کناره گرفت.او در عرصه تئاتر نیز فعال بود و در نمایش‌هایی چون «پروفسور سوسول»، «توپاز»، «عشق پیری»، «مزاحم زندگی» و «شب بحرانی» ظاهر شد.
او همچنین خواهرزاده شهلا ریاحی (بازیگر مشهور سینمای ایران) بود.

## زندگی خصوصی
اطمینان‌مقدم در سال ۱۳۳۱ با ایرج قادری که بعدها یکی از موفق‌ترین بازیگران و کارگردانان سینمای ایران شد، ازدواج کرد و به درخواست قادری از عرصه بازیگری فاصله گرفت. حاصل ازدواج آن‌ها یک پسر به نام تورج بود که در اوایل دهه ۱۳۵۰ در یک سانحه رانندگی در ایالات متحده آمریکا درگذشت.

## درگذشت
او سرانجام سه‌شنبه‌شب ۲۵ آذر ۱۳۹۹ در سن ۸۵ سالگی بر اثر ابتلا به ویروس کرونا درگذشت.

## فیلمشناسی

### نمایش
- مزاحم زندگی
- عشق پیری
- شب بحرانی
- توپاز
- احتکار شوهر
- پروفسور سوسول

### سینمایی
- داغ ننگ (۱۳۴۴)
- بن‌بست (۱۳۴۳)
- ساحل انتظار (۱۳۴۲)
- نابغه هفت‌ماهه (۱۳۴۲)
- وحشت (۱۳۴۲)
- ورپریده (۱۳۴۱)
- بیوه‌های خندان (۱۳۴۰)
- علی واکسی (۱۳۴۰)
- گلی در شوره زار (۱۳۴۰)
- آرشین مالالان (۱۳۳۹)
- چشمه عشاق (۱۳۳۹)
- ماجرای جنگل (۱۳۳۹)
- دوقلوها (۱۳۳۸)
- عروس کدومه (۱۳۳۸)
- چشم‌به‌راه (۱۳۳۷)
- طلسم شکسته (۱۳۳۷)
- رستم و سهراب (۱۳۳۶)
- زندگی شیرین است (۱۳۳۵)
- خون و شرف (۱۳۳۴)
- دختر سر راهی (۱۳۳۲)